# Segundo debate Rajoy-Zapatero
El segundo debate Rajoy-Zapatero fue un debate que enfrentó a los candidatos a La Moncloa por parte de los dos principales partidos políticos de España, Mariano Rajoy (Partido Popular) y José Luis Rodríguez Zapatero (Partido Socialista Obrero Español). Fue el segundo debate que se pudo ver en directo en las cadenas de televisión La 1, La Sexta y Cuatro, además de numerosos medios digitales y radios (y en este caso, también a través algunas cadenas de UER, pues que la señal llegó en Eurovisión), a partir de las 22:00 (hora española) el 3 de marzo de 2008 desde el recinto ferial de IFEMA, organizado por la Academia de las Ciencias y las Artes de Televisión y moderado por Olga Viza.
Las encuestas realizadas inmediatamente después del debate dieron como ganador a José Luis Rodríguez Zapatero.
El debate tuvo lugar en el contexto de las elecciones generales españolas de 2008 que se celebraron el 9 de marzo, que finalmente ganó el partido de José Luis Rodríguez Zapatero, quien asumió la presidencia del gobierno.